# Tito Mboweni

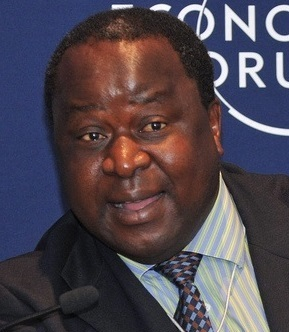
Tito Mboweni (2011)

Tito Titus Mboweni (* 16. März 1959 in Bordeaux bei Tzaneen; † 12. Oktober 2024) war ein südafrikanischer Politiker. Er gehört dem African National Congress (ANC) an und war vom 9. Oktober 2018 bis 5. August 2021 Finanzminister in den Kabinetten Ramaphosa I und Ramaphosa II. Von 1994 bis 1998 war er Arbeitsminister im Kabinett Mandela, von 1999 bis 2009 Gouverneur der South African Reserve Bank.

## Leben
Tito Mboweni wuchs als jüngstes von drei Kindern in einem Dorf nahe Tzaneen auf. Sein Großvater war beim Untergang der Mendi im Ersten Weltkrieg ums Leben gekommen. Er studierte 1979 bis 1980 für einen Bachelor of Commerce an der University of the North, bevor er ins Exil nach Lesotho ging. Dort studierte er an der National University of Lesotho, schloss sich dem ANC an und erwarb 1985 einen Bachelor of Arts (hons) in Economics and Political Science. 1987 erhielt er einen Master of Arts in Development Economics an der University of East Anglia.
Anfang der 1990er Jahre kehrte er nach Südafrika zurück. Bis 1994 war er stellvertretender Leiter des Department of Economics Policy des ANC. 1994 wurde er als Arbeitsminister in das Kabinett Mandela berufen, wo er die Gesetzgebung für den Arbeitsmarkt nach dem Ende der Apartheid mitbestimmte. 1997 bis 1998 leitete er das Policy Department des ANC. Anschließend wurde er zum Berater des Gouverneurs der South African Reserve Bank berufen, die er von 1999 bis 2009 als Gouverneur leitete. 2002 wurde er auch Kanzler der North-West University (bis 2005), von 2002 bis 2005 lehrte er als Honorarprofessor an der Universität Stellenbosch. Nach 2009 war er unter anderem Chairman des Board of Directors von Anglogold Ashanti (bis 2014) und Nampak sowie ab 2010 Berater von Goldman Sachs International. 2015 wurde er Honorarprofessor an der School of Economics and Business Science der University of the Witwatersrand. Außerdem gründete er zusammen mit seinem Bruder Alto Mboweni das Unternehmen Mboweni Brothers Investment Holding (nach Tito Mbowenis Ausscheiden Mboweni Investment Holding). 2015 bis 2017 war er non-executive director der New Development Bank, der Entwicklungsbank der BRICS-Staaten.
2018 löste Mboweni den zurückgetretenen Finanzminister Nhlanhla Nene ab. Danach war Mboweni ex-officio-Mitglied des Aufsichtsrats der Weltbank und einer der Gouverneure der New Development Bank.
Mboweni galt als innerparteilicher Unterstützer von Präsident Cyril Ramaphosa, aber auch als unangepasst.
Im Januar 2019 wandte er sich gegen die Abschaffung von Afrikaans als Lehrsprache an der University of Pretoria. Im Juli 2019 gab Mboweni bekannt, dass die Gründung einer staatlichen Bank für Privatkunden vorbereitet werde. Damit kommt er einer Forderung der Economic Freedom Fighters entgegen.
Im Januar 2020 schlug Mboweni als erstes Mitglied eines südafrikanischen Kabinetts nach dem Ende der Apartheid vor, dass Südafrika und Lesotho zu einem Bundesstaat vereinigt würden. Die Reaktionen auf diesen Vorschlag fielen in beiden Staaten teils negativ, teils positiv aus.
Mitte 2020 bis Mitte 2021 hatte er das Amt des Vorsitzenden des Ministerrates der SACU inne.
Am 5. August 2021 trat Mboweni als Finanzminister zurück.
Mboweni verstarb nach kurzer Krankheit. Er hatte drei Kinder.

## Auszeichnungen
2001: Ehrendoktorwürde der University of Natal